# Cocos Island
Pour les articles homonymes, voir Île Cocos (homonymie).
Cocos Island est une île du territoire de Guam, située à 2,5 km au sud-ouest de l'île principale.
L'île est inhabitée hors période touristique, et mesure 1 600 m de long sur 300 m de large au maximum.
La partie ouest de l'île est dominée par une forêt mixte, et au centre de l'île se trouvent des installations touristiques.
Une pollution chimique incluant la présence de PCB a été détectée en 2017 dans le lagon.

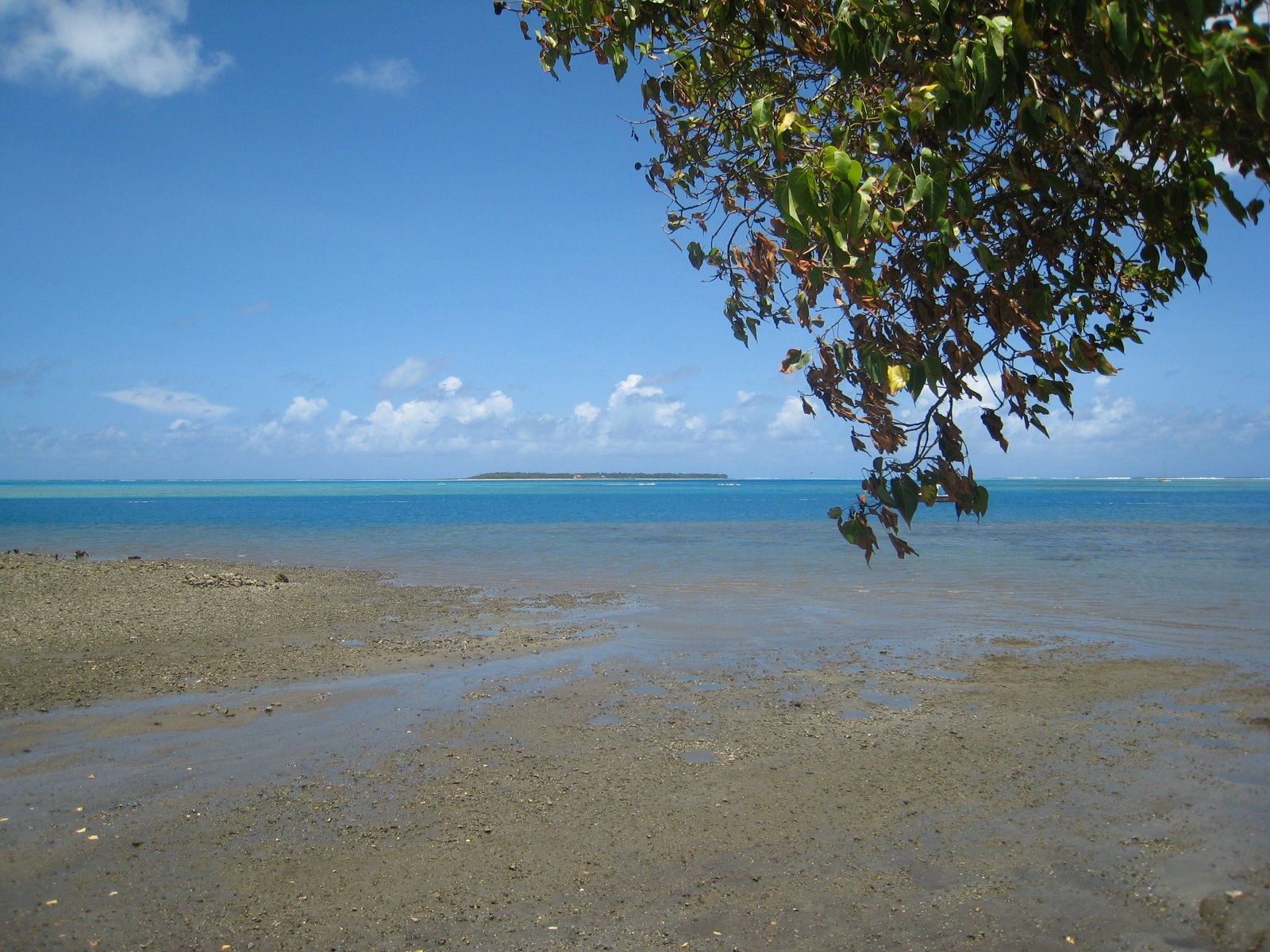
Vue sur Cocos Island en 2007